# Maurice Cossmann
Alexandre Edouard Maurice Cossmann (né le 16 octobre 1850 à Paris et mort le 17 mai 1924 à Enghien-les-Bains) est un paléontologue français.

## Biographie
Maurice Cossman est le fils de Laure Quesney, professeure de piano, et du peintre Hermann Maurice Cossmann.
Diplômé de l'École centrale des arts et manufactures (Promotion 1873), Maurice Cossman fut employé, puis ingénieur chef des services techniques  de la Compagnie des chemins de fer du Nord. C'est en tant qu'amateur passionné qu'il se consacra à la paléontologie après avoir reçu une petite collection de fossiles.

## Principales publications
Maurice Cossmann est l'auteur de quelque 180 publications, parmi lesquelles les plus importantes sont :
- Iconographie complète des coquilles fossiles de l'Éocène des environs de Paris (avec G. Pissarro), 1904-1913, ca. 3000 pages et 110 planches.
- Conchyliologie néogénique de l’Aquitaine (avec A. Peyrot),  Dans : Actes de la Société Linnéenne de Bordeaux, 1909-1932, vol. 45-85, ca. 4500 pages et 121 planches.

## Éponymie
- Cossmanniana, bulletin du Groupe d'Etude et de Recherche sur la Macrofaune Cénozoique publié à Fontenay-sous-Bois depuis 1990  (ISSN 1157-4402)[1].

## Sources
- G.F. Dollfus, Notice nécrologique sur Maurice Cossmann avec un résumé  de ses travaux paléontologiques. Dans : Bulletin de la Société géologique de France, vol. (4)25, 1925(1926), p. 627-678.
- A.R. Kabat, Maurice Cossmann, paleontologist : a bibliography. Dans : Bulletin du Muséum National d'Histoire Naturelle, 4eSérie, Section C, vol. 11(4), 1990: p. 249-262.